# Киик (Новосибирская область)
Киик — село в Тогучинском районе Новосибирской области. Административный центр Киикского сельсовета.

## География
Площадь села — 143 гектаров.

## Население
| 2002 | 2007  | 2010 |
| ---- | ----- | ---- |
| 990  | ↗1014 | ↘822 |

## Инфраструктура
В селе по данным на 2007 год функционируют 1 учреждение здравоохранения и 2 учреждения образования.